# Hem- och konsumentkunskap i Sverige

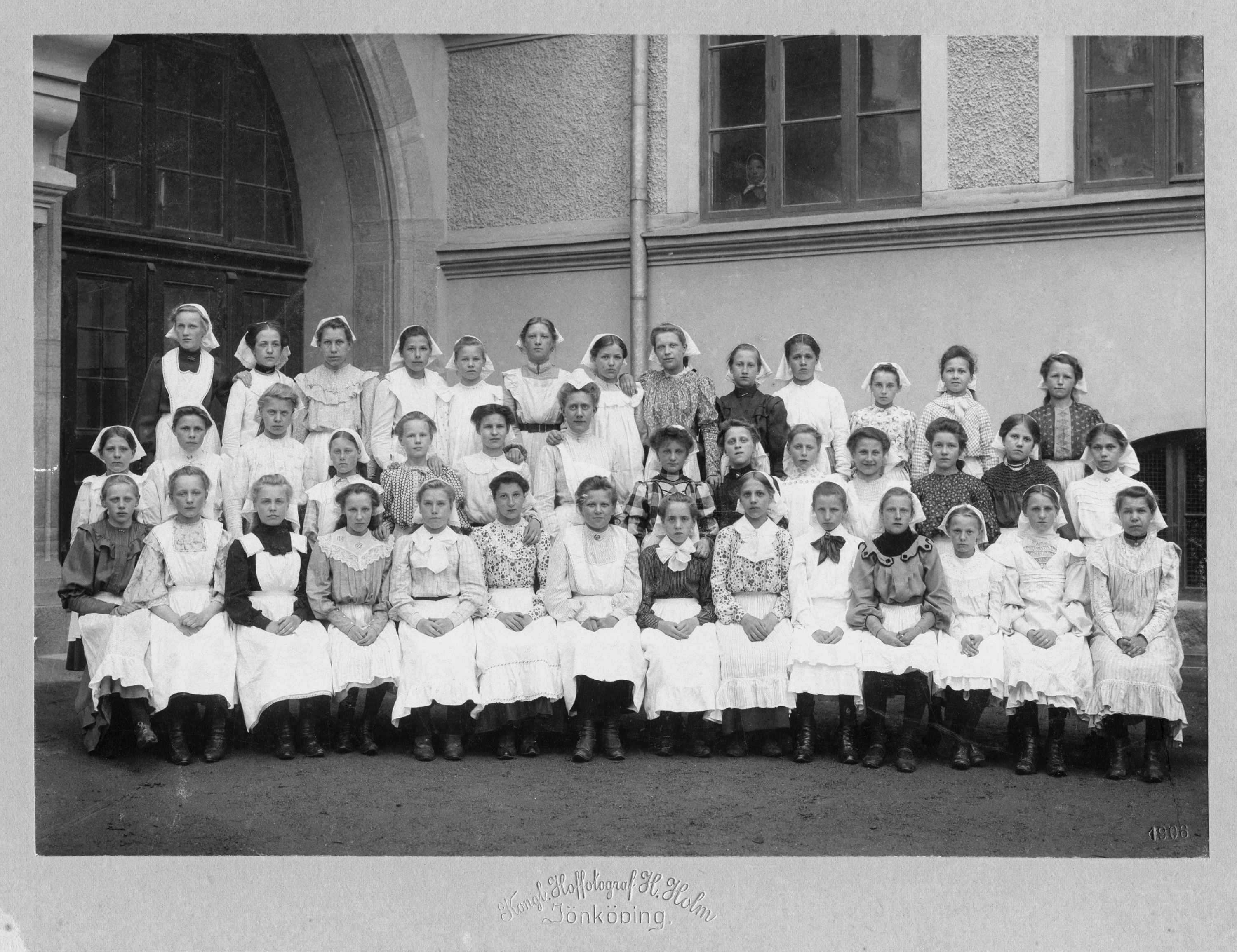
Skolkökselever i Östra folkskolan i Jönköping, 1906

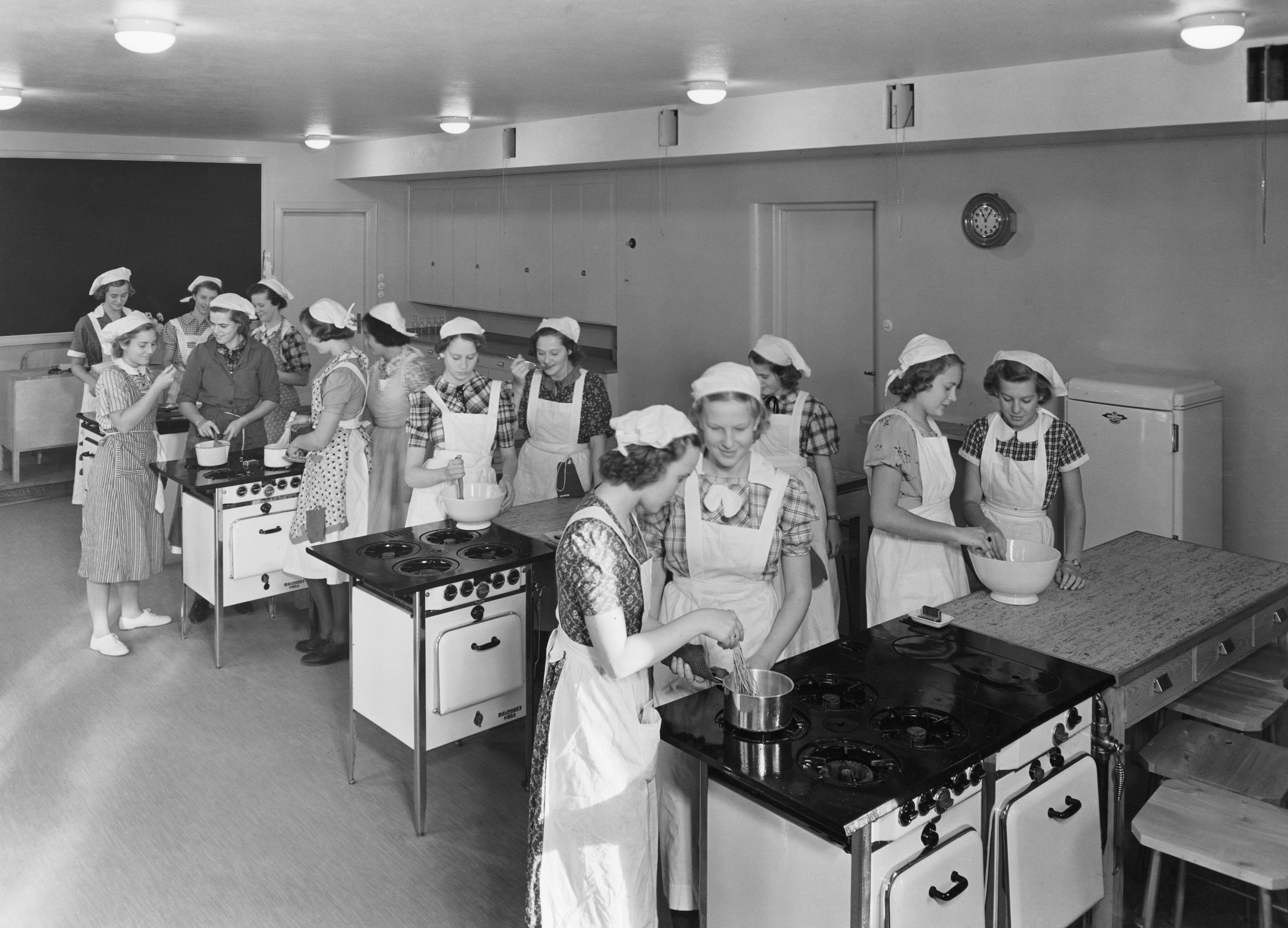
Flickor i Östermalmsskolans skolkök 1939.

Hem- och konsumentkunskap, HKK (informellt hemkunskap (HK)), tidigare hemkunskap och skolköksundervisning, är ett skolämne i den svenska grundskolan. Hem- och konsumentkunskap har tre centrala områden:
1. mat, måltider & hälsa
2. konsumtion & ekonomi
3. miljö & livsstil

Huvudsakligen handlar det om att studera vardagliga sysslor utifrån perspektiven hälsa, ekonomi och miljö. Ämnet överskrider därmed andra skolämnen som Idrott och hälsa, Samhällskunskap och Geografiundervisning.

## Hem- och konsumentkunskap i Lgr 11
I den nu gällande läroplanen för grundskolan, Lgr 11 har Hem- och konsumentkunskap centralt innehåll specificerat för år 1-6 samt 7-9 för de tre centrala områdena. All undervisning ska även genomsyras av perspektiven hälsa, ekonomi och miljö för att få med den sociala, den ekonomiska och den ekologiska dimensionen. Undervisningen präglas även av den specifika kunskapssynen kunskap-i-handling som innebär att lärande sker i verksamheten och inte om den. Denna kunskapssyn härstammar från John Deweys arbete.

## Historia
Hem- och konsumentkunskap är ett skolämne med en lång historia i Sverige och var när det infördes under 1800-talet ett ämne för flickor. I och med att den svenska obligatoriska nioåriga grundskolan infördes i Sverige på 1960-talet blev det ett ämne för både pojkar och flickor. I läroplanerna från 1962, 1969, 1980 samt 1994 hette ämnet "Hemkunskap". År 2000 skrevs nya kursplaner till läroplanen från 1994 och då introducerades även det nya namnet: Hem- och konsumentkunskap. Från och med lgr11 har ämnet även den officiella förkortningen "HKK".

## Inom akademin
Utbildning till lärare i hem- och konsumentkunskap ges vid Umeå universitet, Uppsala universitet, Göteborgs universitet samt Högskolan i Kristianstad. Forskarutbildning sker inom disciplinen Kostvetenskap och sedan 2010 finns en Nationell forskarskola i Hem- och konsumentkunskap (NFHK).
Sex doktorsavhandlingar med specifikt fokus på hem- och konsumentkunskap har lagts fram i Sverige: 
1. Karin Hjälmeskogs "Democracy begins at home"[9] 2000,
2. Monica Peterssons "Att genuszappa på säker eller minerad mark" [10] 2007,
3. Karin Höijers "Contested food: the Construction of Home and Consumer Studies as a Cultural Space" [11] 2013,
4. Cecilia Lindbloms "Skolämnet Hem- och konsumentkunskap på 2000-talet: förutsättningar för elevers möjlighet till måluppfyllelse" [12] 2016, samt
5. Ingela Bohms "'We're made of meat, so why should we eat vegetables?': food discourses in the school subject home and consumer studies" [13] 2016,
6. Albina Granbergs "Koka sjuda steka: Ett sociokulturellt perspektiv på matlagning i hem- och konsumentkunskap på grundsärskolan" [14] 2018.

## Internationellt
Hem- och konsumentkunskap ingår i det internationella begreppet home economics men kan inte definieras med ledning av detta. Svensk hem- och konsumentkunskap är ett skolämne som främst handlar om vardagslivet i hemmet, med starkt fokus på mat.